# Disturbo (ecologia)

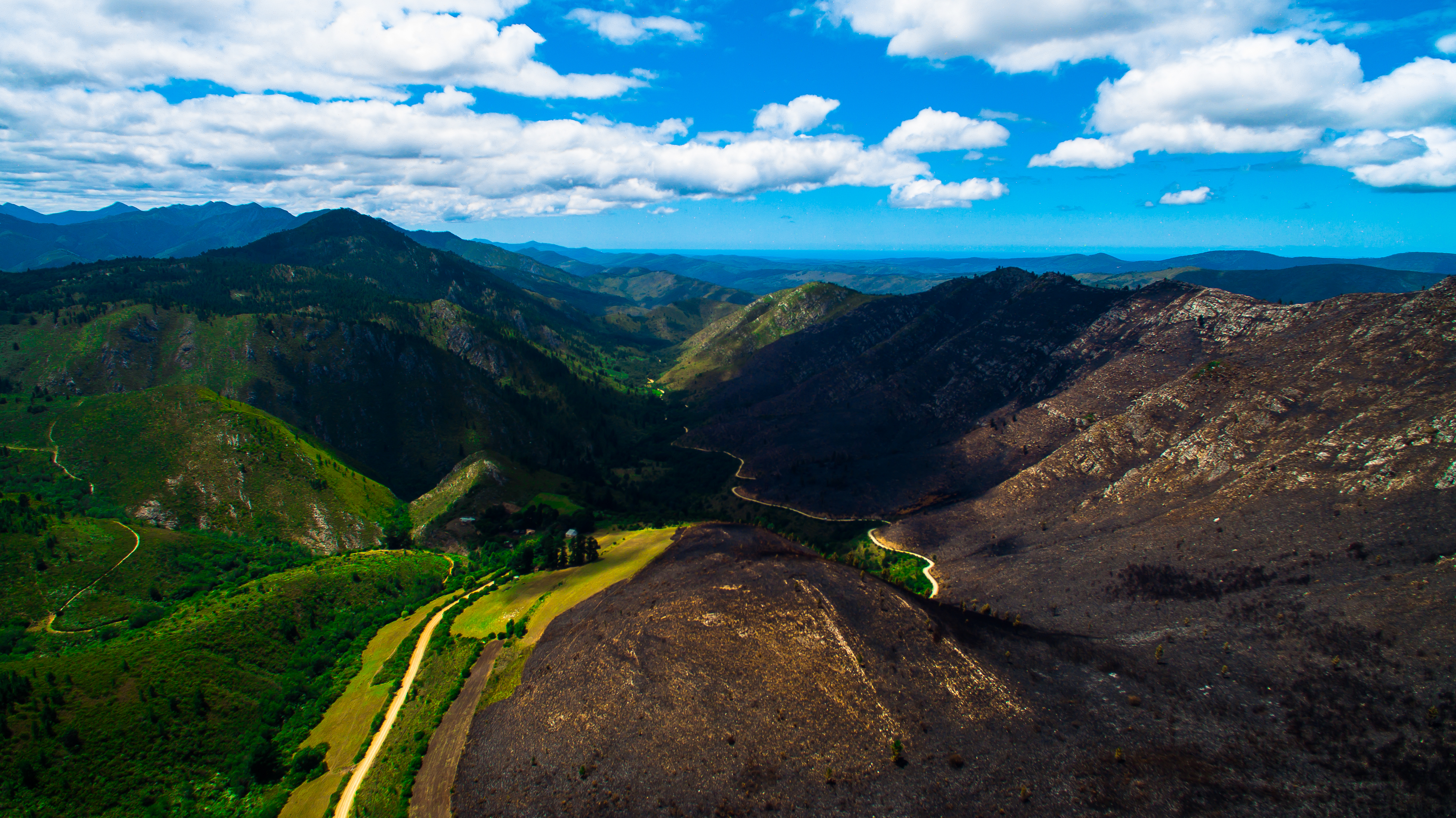
Il disturbo di un incendio può essere visto chiaramente confrontando il fianco non bruciato (a sinistra) con quello bruciato (a destra) di questa catena di montagne in Sudafrica. L'ecosistema di tipo veld si basa sui disturbi incendiari periodici come questi per rinnovarsi.

In biologia, un disturbo è un cambiamento temporaneo delle condizioni ambientali che causa un cambiamento pronunciato in un ecosistema. Spesso, i disturbi agiscono velocemente e con grandi effetti, per alterare la struttura fisica o la disposizione di elementi biotici ed abiotici. I disturbi possono anche avvenire in un periodo di tempo esteso e possono influenzare la biodiversità all'interno di un ecosistema. Fra i principali disturbi ecologici vi sono gli incendi, le inondazioni, le tempeste, le invasioni di insetti e il trampling. Possono essere considerati disturbi primari i terremoti, vari tipi di eruzioni vulcaniche, gli tsunami, le tempeste di fuoco, gli impatti astronomici, i cambiamenti climatici e gli effetti devastanti dell'impatto umano sull'ambiente (disturbi antropogenici) come il taglio raso, il diboscamento e l'introduzione di specie aliene. I disturbi possono avere effetti immediati e profondi sugli ecosistemi e possono, di conseguenza, alterare grandemente la biocenosi. A causa di tutto ciò e dell'impatto sulla popolazione, un disturbo determina il cambiamento delle specie dominanti, e varie specie diventano conseguentemente dominanti man mano che le caratteristiche storiche della loro vita e le forme di vita associate vengono mostrate nel tempo.

## Criteri
Le condizioni in cui avvengono i disturbi naturali sono influenzate principalmente dal clima, dal tempo, e dalla posizione. I disturbi incendiari avverranno solamente in aree dove ci sono poche precipitazioni, altri tipi di ignizione (tipicamente i fulmini), ed abbastanza biomasse infiammabili da permettere al fuoco di espandersi. Le condizioni spesso si verificano come parte di un ciclo e i disturbi possono essere periodici. Altri disturbi, come quelli causati dagli umani, dalle specie invasive o da impatti astronomici, possono verificarsi ovunque e non sono necessariamente cicliche. I vortici di estinzione possono dare origine a disturbi multipli o ad una frequenza maggiore di un singolo disturbo. Immediatamente dopo un disturbo, si verifica un impulso di ricrescita in condizioni di poca competizione per lo spazio od altre risorse. Dopo l'impulso iniziale, il reclutamente rallenta in quanto una volta che una pianta individuale si stabilisce è molto difficile da rimuovere. A causa delle varie forme di disturbo, ciò influenza direttamente gli organismi che sfrutteranno il disturbo e creeranno diversità all'interno di un ecosistema.

## Disturbo ciclico

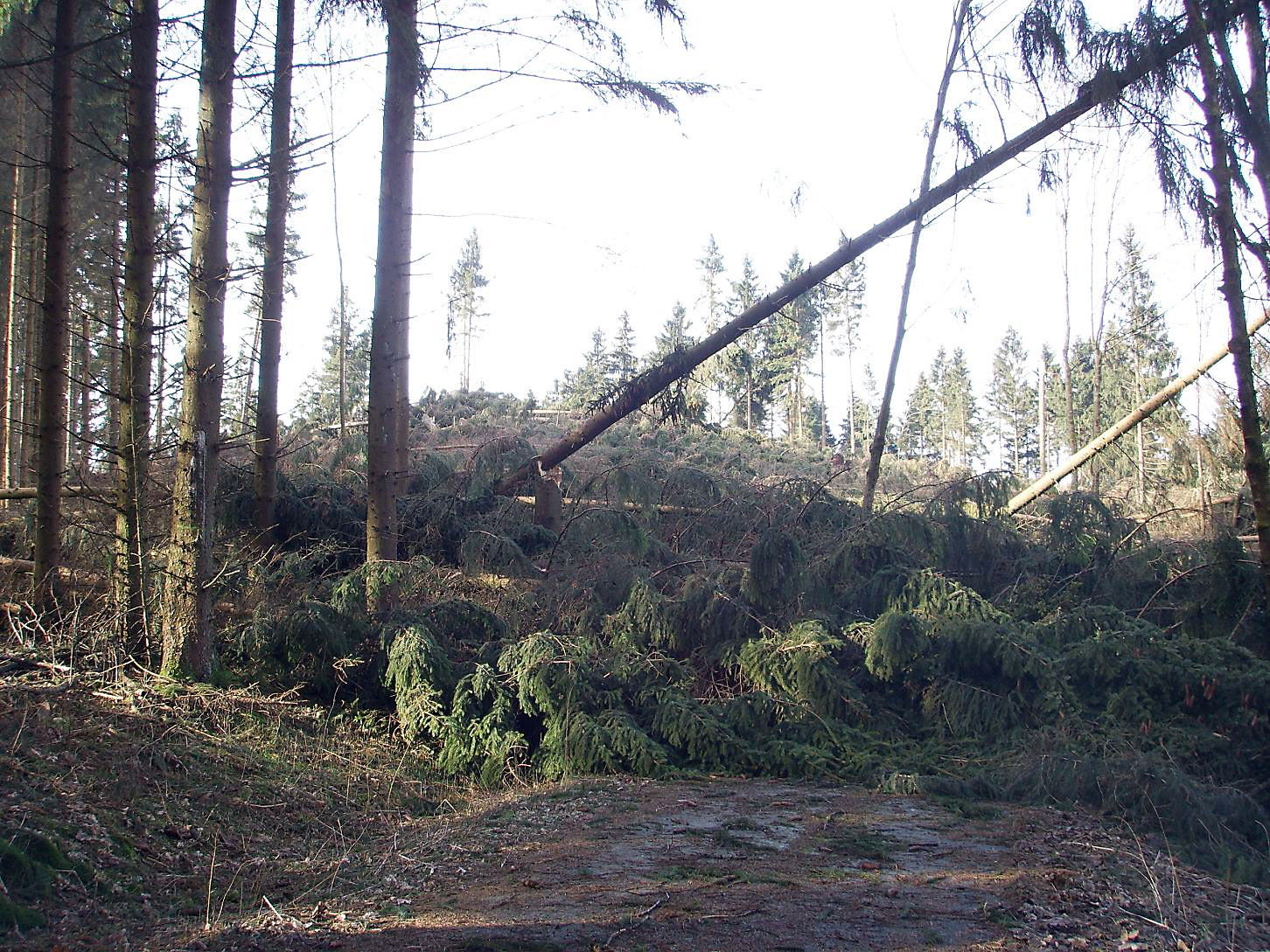
I danni della tempesta di Kyrill a Wittgenstein, Germania.

Spesso, quanto i disturbi avvengono in maniera naturale, forniscono condizioni che favoriscono il successo di specie diverse su organismi presenti prima del disturbo. Ciò può essere attribuito ai cambiamenti fisici nelle condizioni biotiche ed abiotiche di un ecosistema. A causa di ciò, una forza disturbativa può cambiare un ecosistema per un periodo significativamente più lungo rispetto a quello durante il quale persistono gli effetti. Con il passare del tempo, i cambiamenti nelle specie dominanti possono avvenire nelle forme di vita erbacee effimere, che diventano progressivamente sovrastate da erbe, arbusti ed alberi perenni più alti. Tuttavia, in assenza di ulteriori forze disturbatrice, molti ecosistemi tendono ad evolvere verso le condizioni presenti prima del disturbo. Le specie vissute a lungo e quelle che possono rigenerarsi in presenza dei loro stessi adulti possono infine divenire dominanti. Tale alterazione, accompagnate da cambiamenti nell'abbondanza di specie diverse nel tempo, viene chiamata successione ecologica. La successione spesso porta a condizioni che predisporranno nuovamente un ecosistema al disturbo.
Le foreste di pino nel Nord America occidentale forniscono un buon esempio di tale ciclo che prevede invasioni di insetti. Lo scarabeo del pino di montagna (Dendroctonus ponderosae) gioco un ruolo importante nella limitazione degli alberi di pino come il pinus contorta nelle foreste del Nord America occidentale. Nel 2004, gli scarabei interessavano un'area superiore ai 90.000 chilometri quadrati. Gli scarabei esistono in fasi endemiche ed epidemiche. Durante le fasi epidemiche, grandi quantità di pini vengono uccisi da sciami di scarabei. Questa mortalità fa sì che si creino aperture per nuova vegetazione nella foresta. Lecci, abeti, e pini più giovani, che non sono influenzati dagli scarabei, prosperano nelle aperture che si sono create. Alla fine, i pini ricrescono e sostituiscono quelli persi. I pini più giovani sono spesso in grado di tenere lontani gli scarabei ma, man mano che invecchiano, diventano meno vigorosi e più suscettibili alle infestazioni. Questo ciclo di morte e ricrescita crea un mosaico temporale di pini nella foresta. Cicli simili avvengono in associazione ad altri disturbi come il fuoco e le tempeste.
Quando più eventi disturbativi influenzano lo stesso luogo in rapida successione si ha spesso un "disturbo composto", un evento che, a causa della combinazione di più forze, crea una nuova situazione che è maggiore della somma delle sue parti. Per esempio, le tempeste seguire da incendi possono creare temperature incendiarie e durate che non sono tipiche nemmeno negli incendi più violenti, e possono avere effetti sorprendenti sulla successione post-incendio. Gli stress ambientali possono essere descritti come pressione sull'ambiente, con variabili composte come temperature estreme o cambiamenti di precipitazioni—che giocano tutte un ruolo nella diversità e nella successione di un ecosistema. Con la moderazione ambientale, la diversità cresce a causa dell'effetto disturbativo intermedio, descresce a causa dell'effetto di esclusione competitiva, cresce a causa della prevenzione dell'esclusione competitiva da parte della predazione moderata, e decresce a causa dell'estinzione locale delle prede a causa della predazione grave. Una riduzione nella densità di reclutamento riduce l'importanza della competizione per un dato livello di stress ambientale.

## Specie adattate al disturbo

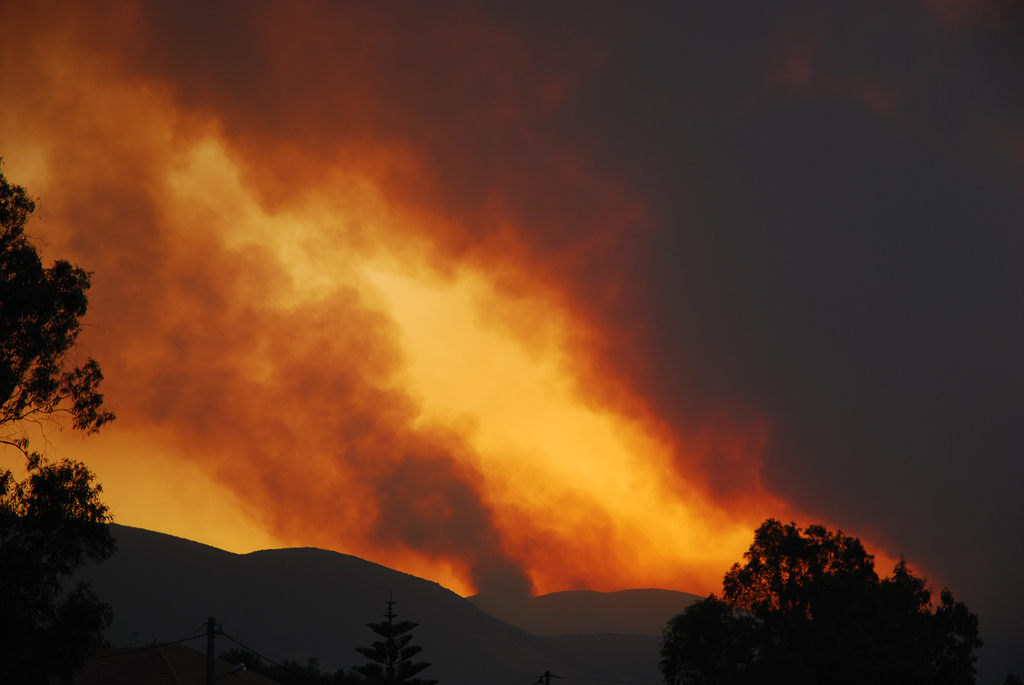
Un incendio brucia sull'isola di Zante in Grecia il 25 luglio 2007.

Un disturbo può cambiare una foresta in maniera significativa. Dopodiché, il suolo forestale è spesso disseminato di materiale morto. Questa materia decadente e la luce solare promuovono la ricrescita. Nel caso degli incendi forestali, una parte dei principi nutritivi precedentemente immagazzinata nelle biomasse delle piante viene rapidamente ceduta al suolo man mano che la biomassa brucia. Molte piante ed animali traggono beneficio dalle condizioni di disturbo.
Alcune specie si sono particolarmente adattate allo sfruttamento di siti affetti di recente da forze disturbative. La vegetazione con il potenziale per una rapida crescita può trarre vantaggio rapidamente dalla mancanza di competizione. Negli Stati Uniti nord-occidentali, gli alberi intolleranti all'ombra come il Prunus pensylvanica e il pioppo riempiono velocemente i vuoti creati dal fuoco o dalle tempeste (o dal disturbo umano). L'acero argenteo e il platano occidentale sono similmente ben adattati alle pianure alluvionali. Sono altamente resistenti all'acqua stagnante e dominano frequentemente le piane alluvionali dove invece le altre specie vengono eliminate.
Quando un albero cade o scompare, i vuoti sono tipicamente riempiti con piccole plantule erbacee, ma non è sempre detto; i semi delle piante cadute possono svilupparsi e riempire i vuoti. L'abilità di germogliare può avere effetti importanti sulla popolazione delle piante, popolazione che normalmente avrebbe sfruttato il vuoto dell'albero caduto e che non può competere con i semi dell'albero caduto. L'adattamento delle specie ai disturbi è specifico da specie a specie ma come ciascun organismo si adatta influenza tutte le specie attorno ad esso.
Un'altra specie ben adattata a disturbi particolari è il pino di Banks nelle foreste boreali esposte agli incendi coronari. Essi, così come altre specie di pino, hanno coni serotinici specializzati che si aprono e disperdono i semi solo quando il fuoco genera calore sufficiente. Di conseguenza, questa specie domina spesso le aree in cui la competizione è stata ridotta dal fuoco.
Le specie che sono ben adattate ai siti disturbati sono denominate pioniere o specie di prima successione. Queste specie intolleranti all'ombra sono in grado di fotosintetizzare a tassi alti e di conseguenza possono crescere velocemente. La loro crescita rapida è spesso bilanciata da un'aspettativa di vita piuttosto breve. Inoltre, benché queste specie spesso dominino immediatamente dopo un disturbo, sono spesso incapaci di competere con le specie tolleranti all'ombra che compaiono successivamente e vengono da esse sostituite tramite successione. Tuttavia, questi cambiamenti possono non riflettere l'entrata progressiva nella comunità delle forme più alte e a lunga vita, ma invece, l'emergenza e la dominanza delle specie che possono essere state presenti, ma poco numerose direttamente dopo il disturbo.
Mentre le piante devono affrontare direttamente i disturbi, molti animali non ne sono influenzati immediatamente. La maggior parte può sfuggire agli incendi, e molti trarranno vantaggio dalla ricrescita abbondante sul suolo forestale. Le nuove condizioni supportano anche una maggiore varietà di piante, spesso maggiormente ricche di nutrienti rispetto alla vegetazione pre-disturbo. Le piante a loro volta supportano molte forme di vita, accrescendo temporaneamente la diversità biologica nella foresta.

## Importanza
La diversità biologica dipende dal disturbo naturale. Il successo di una grande quantità di specie dai suoi gruppi tassonomici è collegato da vicino ai disturbi naturali come gli incendi, le inondazioni e le tempeste. Per esempio, molte specie di piante intolleranti all'ombra si affidano ai disturbi per stabilirsi con successo e per limitare la competizione. Senza tale diradamento perpetuo, la diversità della flora forestale può declinare, influenzando in tal modo gli animali che dipendono a loro volta da quelle piante.
Un buon esempio di questo ruolo dei disturbi è dato dalle foreste di pino giallo (Pinus ponderosa) negli Stati Uniti occidentali, dove fuochi di superficie bruciano frequentemente la vegetazione esistente per permettere la crescita di nuove piante. Se il fuoco viene soppresso, l'abete di Douglas (Pseudotsuga menziesii), una specie che tollera l'ombra, eventualmente sostituisce i pini. Gli abeti di Douglas, avendo delle chiome molto dense, limitano duramente la quantità di luce solare che raggiunge il suolo forestale. Senza luce sufficiente, la crescita di nuove piante è molto limitata. Man mano che la diversità delle piante superficiali diminuisce, anche le specie animali che dipendono da esse diminuiscono. Gli incendi, in questo caso, sono importanti non solo per le specie direttamente influenzate, ma anche per tutti gli altri organismi la cui sopravvivenza dipende da quelle piante chiave.
La diversità è bassa negli ambienti ostili a causa dell'intolleranza di tutte le specie tranne quelle opportunistiche e ad alta resistenza a quelle condizioni. L'interazione tra i disturbi e questi processi biologici sembra che rappresenti da sola una grande percentuale degli schemi organizzativi e spaziali delle comunità naturali. La variabilità dei disturbi e la diversità delle specie sono altamente correlate, e di conseguenza richiedono adattamenti che aiutano l'aumento dell'adattabilità delle piante necessaria per la sopravvivenza.